# Ditfurt
Ditfurt – miejscowość i gmina w Niemczech, w kraju związkowym Saksonia-Anhalt, w powiecie Harz, wchodzi w skład gminy związkowej Vorharz.